# Zapteryx
Zapteryx é um género de peixe da família Rhinobatidae.
Este género contém as seguintes espécies:
- Zapteryx brevirostris
- Zapteryx exasperata
- Zapteryx xyster